# Ludmiła Litwinowa
Ludmiła Litwinowa (ur. 8 czerwca 1985) – rosyjska lekkoatletka, sprinterka. 
W roku 2008 podczas Letnich Igrzysk Olimpijskich w Pekinie wraz ze sztafetą 4 x 400 m zdobyła srebrny medal. Jednak w 2016 r. powtórne przebadanie próbek pobranych od Anastasiji Kapaczinskiej ujawniło w jej organizmie obecność sterydów anabolicznych i w konsekwencji sztafeta utraciła medal. Również u drugiej zawodniczki rosyjskiej sztafety - Tatjany Firowej wykryto środki niedozwolone. W 2017 roku sztafety rosyjskiej, w której była również Litwinowa pozbawiono brązowego medalu mistrzostw świata z Berlina, oraz mistrzostw świata z Daegu.

## Rekordy życiowe
- bieg na 400 m - 50,27 s (2009)